# Mongar
Mongar est l'un des 20 dzongkhags qui constituent le Bhoutan.
C'est aussi le nom d'une ville (Localisation : 27° 16′ 33″ N, 91° 14′ 27″ E)

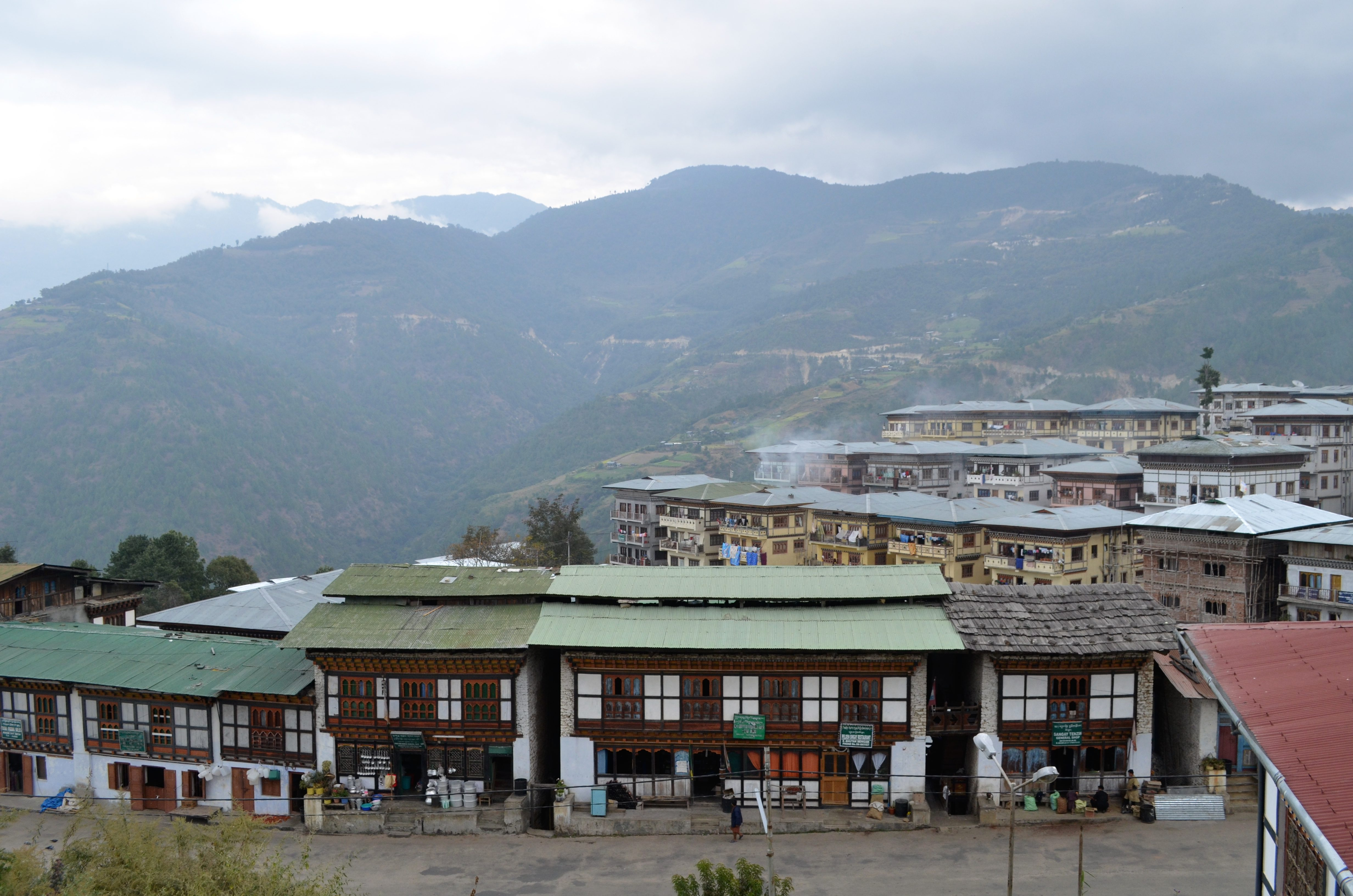
Vue de la ville de Mongar

## Représentation à l'Assemblée Nationale
Le district comporte trois circonscriptions législatives. Les députés actuels sont Kinzang Wangchuk, Dorji Wangmo et Naiten Wangchuk, tous issus du BTP.
| Code   | Nom                 | Gewogs                                                                | Electeurs enregistrés |
| ------ | ------------------- | --------------------------------------------------------------------- | --------------------- |
| NA0701 | Dramedtse Ngatshang | Balam, Chahsakhar, Dremdtse, Narang, Ngatshang, Shermuhung, Thangrong | 12 500                |
| NA0702 | Kengkhar Weringla   | Kengkhar, Jurmey, Silambi, Gongdue, Saling                            | 10 254                |
| NA0703 | Monggar             | Mongar, Chhaling, Drepong, Tsakaling, Tsamang                         | 10 008                |

| Élection  | Circonscription | Circonscription | Circonscription  | Circonscription | Circonscription | Circonscription | Circonscription | Circonscription | Circonscription  |
| Élection  | NA0701          | NA0701          | NA0701           | NA0702          | NA0702          | NA0702          | NA0703          | NA0703          | NA0703           |
| Élection  | Parti           | Parti           | Député           | Parti           | Parti           | Député          | Parti           | Parti           | Député           |
| --------- | --------------- | --------------- | ---------------- | --------------- | --------------- | --------------- | --------------- | --------------- | ---------------- |
| 2008      |                 | DPT             | Ugyen Wangdi     |                 | DPT             | Sonam Penjore   |                 | DPT             | Karma Lhamo      |
| 2013      |                 | DPT             | Ugyen Wangdi     |                 | DPT             | Rinzin Jamtsho  |                 | PDP             | Jigme Zangpo     |
| 2018      |                 | DPT             | Ugyen Wangdi     |                 | DPT             | Rinzin Jamtsho  |                 | DNT             | Sherub Gyeltshen |
| 2023-2024 |                 | BTP             | Kinzang Wangchuk |                 | BTP             | Tempa Dorji     |                 | BTP             | Naiten Wangchuk  |